# Artern
Artern es una ciudad situada en el distrito de Kyffhäuser, en el estado federado de Turingia (Alemania), a una altitud de 120 metros. Su población a finales de 2016 era de unos 5500 habitantes y su densidad poblacional, 230 hab/km².
Su término municipal es limítrofe con el estado de Sajonia-Anhalt. Dentro del distrito, la ciudad no forma parte de ninguna mancomunidad (Verwaltungsgemeinschaft), pero su ayuntamiento hace funciones de mancomunidad para los municipios vecinos de Borxleben, Gehofen, Kalbsrieth, Mönchpfiffel-Nikolausrieth y Reinsdorf. El municipio incluye en su término municipal las pedanías de Kachstedt (desde sus orígenes), Schaafsdorf (antiguo municipio incorporado al término de Heygendorf en 1923), Schönfeld (incorporado en 1995), Heygendorf (incorporado en 2019) y Voigtstedt (incorporado en 2019).
Se conoce la existencia de la localidad desde el siglo IX, cuando se menciona con el nombre de Aratora en un documento de la abadía de Hersfeld. Desde el siglo X se configuró como un asentamiento fortificado, que recibió el título de ciudad en 1323. En 1346 pasó a ser un señorío de los obispos de Magdeburgo. Desde el siglo XV, la zona es conocida por su salmuera. En 1579 fue adquirida por el electorado de Sajonia, pasando en 1816 a integrarse en la provincia de Sajonia del reino de Prusia.